# Honky Cat
«Honky Cat» es una canción escrita por el músico inglés Elton John y el compositor Bernie Taupin, e interpretada por John. Se utilizó como pista de apertura del quinto álbum de estudio de John, Honky Château, lanzado en 1972.
Honky Cat también fue lanzado como cara A del décimo tercer sencillo de John. El sencillo alcanzó el n.°31 en el Reino Unido y le fue mejor en los Estados Unidos, alcanzando el n.°8 en el Billboard Hot 100 justo cuando John inició una gira estadounidense en septiembre de 1972.
John ha interpretado esta canción numerosas veces en los más de 50 años transcurridos desde su lanzamiento. Se lanzó una versión en vivo de la canción en el lado Here del set en vivo Here and There en 1976 (y su versión en CD ampliada en 1995), y apareció una versión para piano solo en EltonJohn.com Live in Madison Square Garden Vol. 1 CD de edición limitada, grabado en octubre de 1999 durante su gira en solitario de 1999.